# Bombus rohweri
Bombus rohweri är en biart som först beskrevs av Theodore Henry Frison 1925. Den ingår i släktet humlor och familjen långtungebin. Inga underarter finns listade.

## Beskrivning
Arten är dåligt studerad, och drottningen var länge okänd. Hanar och arbetare har ett svart huvud, en brungul mellankropp, ibland blandad med grå eller svarta hår på ryggsidan. och en vit, oval markering på ryggen, som är större hos hanarna. Beträffande mellankroppen avviker dock källorna från varandra: Milliron skriver ingenting om någon vit markering, utan nämner i stället att humlan har ett svart tvärband, precis som hos drottningen nedan.. Det bör dock nämnas att Milliron gjorde sina observationer tidigt, på ett mycket litet urval individer. Vingarna är mörkbrunt genomskinlga, mörkare hos arbetarna. Hos hanar och arbetare har tergit 1 till 2 brungul päls, tergit 4 till 6 vitaktig, och resten av bakkroppen svart päls.
Honan har svart huvud och gul mellankropp med ett svart tvärband. Vingarna är endast svagt brunfärgade. På tergit 1 och 2 har hon ljusgul päls, tergit 3 har övervägande svart päls med rödbrun päls på den bakersta tredjedelen, medan tergit 4 till 6 har rödbrun päls på sidorna och vit päls i mitten. Bukens sterniter är svartbruna. Kroppslängden är omkring 21 mm.

## Ekologi
Bombus rohweri är en bergsart som förekommer på höjder mellan 2 300 och 3 300 m.

## Utbredning
Utbredningsområdet omfattar nordligaste Sydamerika: Colombia (huvudstadsområdet Distrito Capital), Peru (regionen Ancash) samt nordvästra Venezuela (delstaterna Mérida och Trujillo). Fynden i Peru har dock ifrågasatts av andra forskare.

## Taxonomi
Den taxonomiska tillhörigheten hos denna art ifrågasattes 1962 av den kanadensiske forskaren Herbert. E. Milliron, som menade att den var en underart till Bombus funebris. Den brittiske professorn Paul Hugh Williams, den nederländske fysikern Johan Rudolph Justus van Asperen de Boer, som även studerade humlor och publicerade flera fynd och den amerikanska biologen och humleforskaren Gabriela Chavarria har alla kommit med invändningar mot Millirons förslag. Även Integrated Taxonomic Information System (ITIS) erkänner Bombus rohweri som en äkta art. Internationella naturvårdsunionen (IUCN) å sin sida redovisar artstatuskonflikten, och menar att mer forskning behövs.